# Salomó (kommun)
Salomó är en kommun i Spanien.   Den ligger i provinsen Província de Tarragona och regionen Katalonien, i den östra delen av landet, 400 km öster om huvudstaden Madrid. Antalet invånare är 540. Arean är 12,2 kvadratkilometer. Salomó gränsar till Montferri, Bonastre, Vespella de Gaià och Vilabella. 
Terrängen i Salomó är platt.